# Sporosarcina psychrophila
Sporosarcina psychrophila ist eine Bakterienart aus der Abteilung Firmicutes. Der Gram-Test verläuft positiv. Der GC-Gehalt dieser Art ist 41,1 Mol-%. Wegen der stäbchenförmigen Zellen und der Fähigkeit, Endosporen zu bilden, wurde sie früher der Gattung Bacillus zugeordnet. Obwohl sie bereits 1967 erstbeschrieben wurde, gelang erst 1984 die gesicherte Abgrenzung zu der Art Bacillus globisporus.

## Merkmale

### Erscheinungsbild
Die Zellen von Sporosarcina psychrophila sind stäbchenförmig mit abgerundeten Enden. Sie sind grampositiv. Die Zellen sind 3,0–7,0 μm lang und 0,5–1,0 μm breit. Sie treten einzeln oder in kurzen Ketten auf. S. psychrophila bildet, wie alle Arten der Gattung, Endosporen. Der Durchmesser der kugelförmigen Endosporen liegt zwischen 0,9 und 1,3 μm. Die Lage der Sporen in der Mutterzelle ist terminal, manchmal ein wenig lateral, dabei ist die Zelle angeschwollen. Die Art ist durch peritriche Flagellen motil, kann sich also selbständig bewegen.
Auf festen Nährböden wachsen die Zellen zu cremefarbenen Kolonien heran. Diese sind glatt mit leicht glänzender Oberfläche und durchscheinend. In der Aufsicht sind die Kolonien rund geformt mit einer klaren Begrenzung, von der Seite betrachtet leicht erhaben.

### Wachstum und Stoffwechsel
Sporosarcina psychrophila ist heterotroph, sie führt keine Photosynthese durch. Der Stoffwechsel beruht auf der Atmung bzw. der Fermentation. Die Art zeigt auch unter anaeroben Bedingungen, also unter Sauerstoffausschluss, Wachstum. Der pH-Wert für bestes Wachstum ist 7. Bei Werten von pH 5,6 oder 5,7 erfolgt kein Wachstum. Die optimale Temperatur für das Wachstum liegt bei 20 bis 25 °C. Wachstum erfolgt innerhalb von 0 bis 30 °C. Aus diesem Grund ist der Artname gewählt worden, die Art ist psychrophil, zeigt also noch Wachstum bei relativ niedriger Temperatur. Auch die Sporenbildung erfolgt bei 0 °C. Geringe Mengen von Natriumchlorid (Kochsalz) im Nährmedium werden toleriert. Bei 2 % Natriumchlorid erfolgt Wachstum, bei 4 % NaCl ist das Wachstum variabel und bei 7 % NaCl erfolgt kein Wachstum mehr. Zur Kultivierung kann ein Nährmedium verwendet werden, das Pepton und Glucose enthält.
Biochemische Merkmale, wie beispielsweise die vorhandenen Enzyme können in einer „Bunten Reihe“ zur Identifizierung von S. psychrophila verwendet werden. Neben dem positiven Katalase- und Oxidase-Test können folgende Merkmale zur Unterscheidung zu den anderen Arten herangezogen werden: Sie kann Nitrat zu Nitrit reduzieren, bei dieser Denitrifikation wird jedoch kein Gas (molekularer Stickstoff) gebildet. Der Urease-Test fällt positiv aus, die Art besitzt das Enzym Urease und ist somit in der Lage, den im Urin enthaltenen Harnstoff abzubauen. Von der Gattung Sporosarcina sind mehrere Arten in der Lage, Harnstoff (Lateinisch urea) zu nutzen, Beispiele sind S. ureae und S. pasteurii. Auch Gelatine wird durch Hydrolyse verwertet. Sie kann jedoch nicht Stärke hydrolysieren, ebenso wenig kann sie Casein verwerten. Die Voges-Proskauer-Reaktion und der Indol-Test verlaufen negativ. Sie verfügt nicht über die Enzyme Arginindihydrolase (ADH), Lysindecarboxylase (LDC) oder Ornithindecarboxylase (ODC) und kann daher die Aminosäuren Arginin, Lysin und Ornithin nicht abbauen.
Unter anaeroben Bedingungen wird Glucose genutzt. Das Bakterium verwertet die Kohlenhydrate Fructose, Galactose, Glucose, Maltose, Ribose, Saccharose, Trehalose und Xylose, sowie den Zuckeralkohol Mannitol. Hierbei wird Säure, aber kein Gas gebildet. Weitere organische Verbindungen, die es als Kohlenstoffquelle nutzen kann, sind Acetat, Fumarat, Malat und Succinat, hingegen wird Citronensäure nicht genutzt.
Die Abgrenzung zu Sporosarcina globispora (zuvor als Bacillus globisporus bezeichnet) war bis 1984 umstritten. Die beiden Arten zeigen in vielen stoffwechselphysiologischen und biochemischen Merkmalen Gemeinsamkeiten, können allerdings anhand folgender Merkmale unterschieden werden:
| Merkmale                                  | S. psychrophila | S. globispora |
| ----------------------------------------- | --------------- | ------------- |
| Fermentation von D-Ribose                 | +               | –             |
| Fermentation von Trehalose                | +               | –             |
| Fermentation von D-Xylose                 | +               | –             |
| Fermentation von D-Mannitol               | +               | –             |
| Nitratreduktion                           | +               | –             |
| Wachstum bei 30 °C                        | +               | –             |
| Wachstum in einem Nährmedium mit 3 % NaCl | +               | –             |

### Chemotaxonomische Merkmale
Die Mureinschicht in der Zellwand enthält die Diaminosäure L-Lysin als diagnostisch wichtige Aminosäure an Position 3 der Peptidbrücke. Der Peptidoglycan-Typ ist A4α (eine Aminodicarbonsäure – eine Aminosäure mit zwei Carboxygruppen – verbindet zwei Tetrapeptide), bei der Aminodicarbonsäure handelt es sich um D-Glutaminsäure. Wie für Sporosarcina-Arten üblich ist das Haupt-Menachinon MK-7. Die in den Membranlipiden hauptsächlich vorkommende Fettsäure ist die verzweigte Fettsäure mit der Abkürzung anteiso-C15:0 (anteiso-Pentadecansäure), ihr Anteil liegt bei 68 %. Der GC-Gehalt in der Bakterien-DNA liegt bei 40 bis 41 Mol-Prozent. Das Genom wurde bisher (Stand 2014) noch nicht vollständig sequenziert. Allerdings wurden für phylogenetische Untersuchungen die Nukleotide der 16S rRNA bestimmt, ein für Prokaryoten typischer Vertreter der ribosomalen RNA.

### Pathogenität
Sporosarcina psychrophila ist nicht pathogen („krankheitserregend“), sie wird durch die Biostoffverordnung in Verbindung mit der TRBA (Technische Regeln für Biologische Arbeitsstoffe) 466 der Risikogruppe 1 zugeordnet.

## Systematik
Die Art Sporosarcina psychrophila zählt zu der Familie der Planococcaceae. Diese Familie wird zu der Abteilung der Firmicutes gestellt. Die Art wurde von John M. Larkin und Jacob L. Stokes im Jahr 1967 bei deren Untersuchung von psychrophilen Bacillus-Stämmen erstbeschrieben und zunächst als Bacillus psychrophilus bezeichnet.
In den 1970er Jahren zeigten weitere Untersuchungen an dieser Art und an der ebenfalls von Larkin und Stokes erstbeschriebenen Art Bacillus globisporus eine große Ähnlichkeit auf. Dies bezog sich auf die phänotypischen Merkmale, die mit den damals üblichen biochemischen Untersuchungsmethoden nicht zu unterscheiden waren. 1979 untersuchten H.-J. Rüger und G. Richter die Typusstämme der beiden Arten auf die Zusammensetzung der Zellwand und den GC-Gehalt in der Bakterien-DNA und konnten nur minimale Unterschiede feststellen. Daraufhin schlugen sie vor, dass B. psychrophilus keine eigene Spezies darstellt, sondern mit B. globisporus identisch ist und der Name B. psychrophilus daher nur ein Synonym für letzteren darstellt. Diese Auffassung wurde akzeptiert, so dass gemäß dem International Code of Nomenclature of Bacteria in der 1980 veröffentlichten Liste der anerkannten Taxa (Approved Lists of Bacterial Names) diese Art nicht aufgeführt wurde.
Erst durch die Untersuchungen von Lawrence K. Nakamura 1984 wurde das Gegenteil bewiesen. Nakamura untersuchte elf Bakterienstämme, die B. globisporus zugeordnet waren, bei denen jedoch sechs früher als B. psychrophilus geführt wurden. Tatsächlich bilden diese sechs Stämme eine genetisch einheitliche Gruppe, die sich von den anderen Stämmen unterscheiden lässt. Wie bereits früher bestätigt, gibt es hinsichtlich der stoffwechselphysiologischen und biochemischen Merkmale viele Gemeinsamkeiten, allerdings konnte Nakamura auch genügend Merkmale finden, in denen sich die B. psychrophilus-Stämme einheitlich verhalten und sich von den B. globisporus-Stämmen unterscheiden lassen. Basierend auf diesen Ergebnissen schlug er die Bezeichnung B. psychrophilus sp. nov. nom. rev. vor (sp. nov. für species nova, Lateinisch für „neue Spezies“ und nom. rev. für nomen revictum, Lateinisch für „wiederaufgenommener Name“), die gemäß den Richtlinien der Systematik der Bakterien 1989 anerkannt wurde. Als Basonym gilt Bacillus psychrophilus Larkin und Stokes 1967.
Die Forschungsergebnisse von Jung-Hoon Yoon u. a. führten 2001 dazu, dass mehrere Bacillus-Arten der Gattung Sporosarcina zugeordnet wurden, dies trifft auch auf S. psychrophila zu. Die Bezeichnung Bacillus psychrophilus wird als Synonym (sowohl mit Larkin und Stokes wie auch mit Nakamura als Autor des Taxons) verwendet. Der Typusstamm ist S. psychrophila ATCC 23304 (= NRRL NRS-1530), dieser Bakterienstamm lässt sich direkt auf das von Larkin und Stokes untersuchte Isolat (Stamm W16A) zurückführen. Es sind zahlreiche Bakterienstämme von S. psychrophila in verschiedenen Sammlungen von Mikroorganismen hinterlegt.

## Etymologie
Der Gattungsname Sporosarcina leitet sich von dem griechischen Wort spora („Spore“) und dem lateinischen Wort sarcina („Bündel“) ab und bezieht sich auf das Erscheinungsbild dieser sporenbildenden Bakterien. Der Artname S. psychrophila bezieht sich auf die Psychrophilie, also das Wachstum bei relativ niedrigen Temperaturen.

## Vorkommen und Bedeutung
Die Art wurde in Böden und im Flusswasser gefunden.
Unter Wachstumsbedingungen mit hoher Osmolalität produziert Sporosarcina psychrophila Ectoin. Es gehört zur Gruppe der kompatiblen Solute und zeigt eine hohe Löslichkeit in Wasser mit gleichzeitig stark wasserbindenden Eigenschaften.
Das von S. psychrophila produzierte Enzym Pyruvatkinase wurde untersucht und mit dem von Bacillus licheniformis und B. stearothermophilus (nun als Geobacillus stearothermophilus bezeichnet) verglichen. Die Bakterienarten unterscheiden sich hinsichtlich ihrer Wachstumstemperaturen und stellen psychrophile, mesophile bzw. thermophile Organismen dar. Die Gene, die für das Enzym codieren, wurden in Escherichia coli als Wirt übertragen, um die Nukleotidsequenz aufzuklären. Außerdem gelang auch die vollständige Genexpression, so dass das Wirtsbakterium Pyruvatkinase produzierte. Die Untersuchung der Enzymeigenschaften zeigt, dass die Thermostabilität des Enzyms aus B. stearothermophilus am größten ist, die optimale Temperatur für die Enzymaktivität variiert entsprechend der Bakterienarten, aus denen das Enzym isoliert wurde.
Ähnlich wie Sporosarcina pasteurii ist auch S. psychrophila in der Lage, Calciumcarbonat zu produzieren, da auch sie über das Enzym Urease verfügt. Auch hier wurde eine technische Anwendung der Biomineralisation in Betracht gezogen, um die Oberfläche von Kalkstein zu konservieren. In der Praxis trifft man auf einen weiten Bereich an Umweltbedingungen; insbesondere die Temperatur, bei der die Biomineralisation stattfinden soll, entspricht nicht immer der optimalen Wachstumstemperatur der Bakterien. Der Vorteil von S. psychrophila gegenüber S. pasteurii ist, dass sie bei niedrigeren Temperaturen wächst, so dass sie als Alternative zu der mesophilen Art nutzbar wäre. Allerdings zeigten Versuche unter Praxisbedingungen mit Kalksteinproben, dass die Bildung von Calciumcarbonat bei S. psychrophila deutlich geringer ausfällt, als dies die Untersuchungen in Nährmedien erwarten ließen.